# Salesh Kumar
Salesh Kumar (28 luglio 1981) è un ex calciatore figiano, di ruolo centrocampista.

## Carriera

### Club
Ha giocato nel campionato figiano e neozelandese.

### Nazionale
Ha collezionato 21 presenze in Nazionale.